# Пампа (Техас)
Пампа (англ. Pampa) — город в США, расположенный в северной части штата Техас. Административный центр округа Грей. Население — 17 944 чел. по оценке на 2010 год.
Каждый год в июле в Пампе проходит родео «Top O' Texas», собирающее участников из Техаса и граничащих с ним штатов. В центре города находится музей White Deer Land, в котором проходят животноводческие и сельскохозяйственные выставки.

## История
В 1888 году в регионе была построена железная дорога Санта-Фе (англ. Santa Fe Railroad). Были построены железнодорожный вокзал и телеграф, владельцем находящегося неподалёку ранчо While Deer Land был заложен город. Сначала город носил название Глазго, затем Саттон, а затем название было изменено на нынешнее, в честь пампасов в Южной Америке. Уроженец Вермонта, землевладелец Тимоти Дуайт Хобарт продавал земельные участки города только людям, которые согласились поселиться там и развивать его. Вскоре Пампа стала центром сельскохозяйственного региона. В 1916 году в Техасском выступе были обнаружены газ и нефть. Нефтяной бум вызвал рост и процветание Пампы, и в 1928 году административный центр округа Грей был перенесен в Пампу из города Лефорс.
К 1920-м годам из Пампы были проведены железнодорожные линии в округ Хемпхилл и город Клинтон, Оклахома. Линии переходили из рук в руки, пока в 1965 году не были закрыты.

## География
Согласно данным Бюро переписи населения США, площадь Пампы составляет 23,2 км2.

### Климат
Самым тёплым месяцем является июль, самая высокая температура, 44 °C, была зафиксирована в 1980 году. Самым холодным месяцем является январь, самая низкая температура, -22 °C, зафиксирована в 1989 году. Больше всего осадков выпадает в июне.
| Показатель                    | Янв. | Фев. | Март | Апр. | Май  | Июнь | Июль | Авг. | Сен. | Окт. | Нояб. | Дек. |
| ----------------------------- | ---- | ---- | ---- | ---- | ---- | ---- | ---- | ---- | ---- | ---- | ----- | ---- |
| Абсолютный максимум, °C       | 28   | 30   | 34   | 37   | 40   | 44   | 42   | 43   | 40   | 37   | 31    | 27   |
| Средний суточный максимум, °C | 9    | 11   | 16   | 21   | 26   | 30   | 33   | 32   | 28   | 22   | 16    | 9    |
| Средний суточный минимум, °C  | −5   | −3   | 1    | 5    | 11   | 16   | 19   | 18   | 14   | 7    | 1     | −4   |
| Абсолютный минимум, °C        | −21  | −22  | −16  | −8   | −1   | 6    | 11   | 8    | −1   | −11  | −15   | −22  |
| Норма осадков, мм             | 17,8 | 18,3 | 41,7 | 51,8 | 75,7 | 92,7 | 68,8 | 70,4 | 53,8 | 49,5 | 26,9  | 22,4 |
| Источник: The Weather Channel |      |      |      |      |      |      |      |      |      |      |       |      |

### Смерч 1995 года
8 июня 1995 года в промышленных районах на западе Пампы произошёл торнадо, разрушивший около 250 предприятий и жилых домов. Этот торнадо стал самым крупным в истории Пампы, ущерб от него составил 30 миллионов долларов. Путь торнадо был длиной около трёх миль, ширина составила более двухсот метров. На своём пике категория торнадо составила F4 по шкале Фудзиты. Из всех видео, на которых был запечатлён этот смерч, самым известным стало видео шерифа, заснявшего стихию на камеру приборной панели. На видео видно, что в определённый момент смерч поднял в воздух фургон и пару пикапов. Несмотря на небывалую силу торнадо, ни одного смертельного исхода зафиксировано не было.

## Население
Согласно переписи населения 2010 года, в 2010 году в городе проживали 17 994 человека, 7109 домохозяйств, 4581 семья. Расовый состав города: 80,9% — белые, 3,3% — чернокожие, 0,8% — коренные жители США, 0,4% — азиаты, 12,0% — другие расы, 2,6% — две и более расы. Согласно переписи, в городе отсутствуют жители Гавайев или Океании. Число испаноязычных жителей любых рас составило 26,0%.
Из 7109 домохозяйств, в 30,6% проживают дети младше 18 лет. В 52,3% случаев в домохозяйстве проживают женатые пары, 10,7% — домохозяйства без мужчин, 31,8% — домохозяйства, не составляющие семью. 27,9% домохозяйств — одинокие люди, 13,6% — одинокие старше 65 лет. Средний размер домохозяйства составляет 2,5 человека. Средний размер семьи — 3,06.
29,4% населения города младше 20 лет, 24,2% находятся в возрасте от 20 до 39, 30,5% — от 40 до 64, 16,0% — 65 лет и старше. Средний возраст составляет 37,1 лет.
Согласно данным опросов пяти лет с 2008 по 2012 годы, средний доход домохозяйства в  Пампе составляет 44 085 долларов США в год, средний доход семьи — 54 985 долларов. Доход на душу населения в городе составляет 23 860 долларов США, ниже чем в среднем по стране — 39 997 долларов. Около 12,0% семей и 15,7% населения находятся за чертой бедности. В том числе 22,9% в возрасте до 18 лет и 11,6% в возрасте 65 и старше.

## Образование
Город обслуживается независимым школьным округом Пампы. Округ располагает четырьмя младшими школами и одной малой старшей школой. В систему образования города также входит центр нетрадиционного обучения.
В городе находится филиал Клэрендонского колледжа.

## Средства массовой информации
Со вторника по субботу, за исключением праздников, в городе выходит ежедневная газета Pampa News. Ежедневный тираж газеты составляет около 3600 экземпляров.

## Известные люди
Вуди Гатри — американский певец, музыкант, представитель направлений фолк и кантри. Исполнитель народных, протестных и детских песен; автор множества популярных в США и во всём мире песен, в том числе «This Land is Your Land».